# Edge of Seventeen (singel Stevie Nicks)
Edge of Seventeen (tytuł alternatywny: „Edge of Seventeen (Just Like The White Winged Dove)”) – singel amerykańskiej wokalistki Stevie Nicks wydany w lutym 1982. Znajduje się na debiutanckim solowym albumie piosenkarki, Bella Donna i jest trzecim singlem z tej płyty (po „Stop Draggin' My Heart Around” i „Leather and Lace”). Utwór osiągnął 11. miejsce Billboard Hot 100 dnia 17 kwietnia 1982 roku i jest jedną z najbardziej rozpoznawalnych piosenek artystki.

## Powstanie utworu
Utwór został zainspirowany rozmową pomiędzy wokalistką a żoną Toma Petty’ego, Jane. Opowiadając o małżeństwie z artystą, Jane powiedziała, że spotkali się, kiedy mieli siedemnaście lat („we met at age of seventeen”), ale jej silny południowy akcent sprawił, że zabrzmiało to jak „we met at edge of seventeen”. Stevie stwierdziła, że to powiedzenie idealnie pasuje do nowego utworu. Pierwotnie piosenka miała opowiadać o miłości Toma i Jane Petty.

## Kompozycja i tekst
W piosence pojawia się charakterystyczny gitarowy riff zagrany przez Waddy’ego Wachtela, składający się z rzech akordów: C, D i E-minor. W tzw. „przejściu” (ang. „bridge”) utworu pojawiają się tylko akordy E-minor i C. Wachtel stwierdził, że utwór The Police „Bring on the Night” był inspiracją dla riffu. Jest to fakt potwierdzony przez członka The Police, Andy’ego Summersa, w jego autobiografii One Train Later, gdzie opisuje swoje spotkanie ze Stevie Nicks w 1981 po jednym z koncertów zespołu.
Tekst jest silnie metaforyczny. Wers „just like the white winged dove” ma oznaczać odchodzącą z tego świata duszę („white dove”, czyli biały gołąb symbolizuje czystą duszę) i odnosi się do zmarłego na raka w grudniu 1980 wujka Stevie, Jonathana, a także do Johna Lennona, który także zginął w tamtym okresie. Charakterystyczne chórki w refrenie mają odnosić się do śpiewu gołębia.
„Edge of Seventeen” jest często wymieniana jako jedna z piosenek, których tekst jest źle zrozumiany przez słuchacza. Najczęściej źle usłyszaną frazą w utworze jest „Just like the white winged dove.”

## Wykonawcy
- Stevie Nicks – autorka utworu, główna wokalistka
- Jimmy Iovine – producent
- Waddy Wachtel – gitara prowadząca
- Bob Glaub – gitara basowa
- Russ Kunkel – perkusja
- Bobbye Hall – instrumenty perkusyjne
- Benmont Tench – pianino, organy
- Roy Bittan – pianino
- Lori Perry – wokal wspomagający
- Sharon Celani – wokal wspomagający